# Pebble Time
Pebble Time es un reloj inteligente desarrollado por Pebble Technology Corporation. Cuenta con una pantalla de tinta electrónica siempre activa y se conecta mediante bluetooth a un teléfono inteligente para mostrar notificaciones, reproducir música o interactuar con aplicaciones de terceros.

## Historia

### Desarrollo
Esta nueva versión del reloj inteligente, Pebble Time, el sistema operativo es pebble os, pero esta versión está basada en el Sistema operativo WebOS, casi desaparecido, tiene una pantalla de tinta electrónica a color(e-paper), y como novedades incorpora el color a esa pantalla ya mencionada; además comienza con una nueva interfaz, organizada en función de tiempo, ya que muestra los eventos por importancia según Pasado, Presente y Futuro.

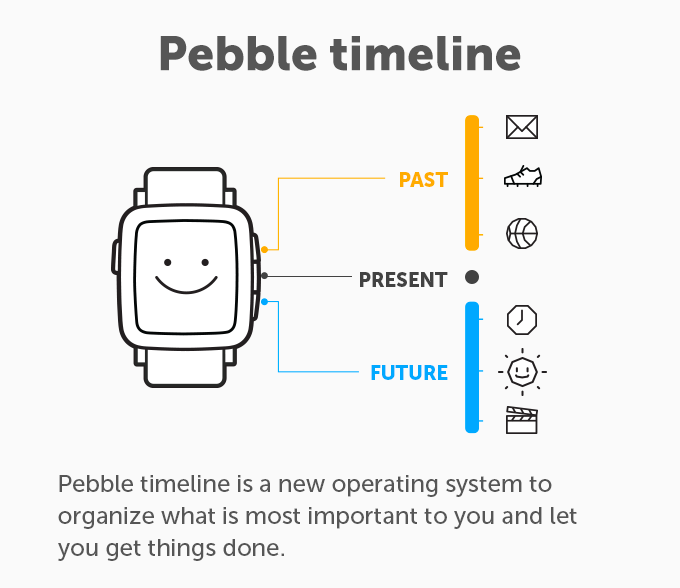
El pebble os timeline

### Características
Las características principales del reloj, son las siguientes:
- Notificaciones con interfaz de Línea de Tiempo
- Tecnología de pantalla de tinta, que permite ver la pantalla a la luz del día.
- Hasta 7 días de batería
- Resistencia al agua hasta 30 metros y personalización
- Tres colores
- Compatible con más de 6500 aplicaciones de Apple, Android y Samsung
- Sumergible hasta 30 metros[2]

### Hardware
Como innovación en el hardware, Pebble trae consigo, una total personalización del dispositivo, que incluye el cambio de color de la pantalla de tinta, esta nueva edición, además es mucho más delgada que su antecesor Peeble Steel y es mucho más redonda.
Puede ser totalmente personalizado con correas de silicona que se intercambian en menos de 10 segundos.
El reloj compuesto por acero inoxidable y Gorilla Glass, que resiste a los golpes y a los rayones, está preparado para resistir a más de 30 metros bajo el agua.

### Software
En esta edición, la compañía ha trabajado con un sistema casi perdido, que ha hecho posible, que estén disponibles más de 6500 aplicaciones de IOS, Android Wear y Samsung Wear y que todos los dispositivos móviles con el sistema operativo antes mencionado sean totalmente compatible con él.
Terceras partes han comenzado a desarrollar aplicaciones para Pebble Time, como para pago sin contacto con el móvil.